# Survivor Series (2011)
Cet article concerne l'édition 2011 du pay-per-view Survivor Series. Pour toutes les autres éditions, voir Survivor Series.
 (octobre 2011).
Si vous disposez d'ouvrages ou d'articles de référence ou si vous connaissez des sites web de qualité traitant du thème abordé ici, merci de compléter l'article en donnant les références utiles à sa vérifiabilité et en les liant à la section « Notes et références ».
L’édition 2011 des Survivor Series est la 25e édition des Survivor Series, manifestation annuelle de catch télédiffusée et visible uniquement en paiement à la séance. L'événement, produit par la WWE, s'est déroulé le 20 novembre 2011 au Madison Square Garden de la ville de New York, aux États-Unis. The Rock et John Cena sont en vedette de l'affiche promotionnelle (officielle).

## Contexte
Les spectacles de la WWE en paiement à la séance sont constitués de matchs aux résultats prédéterminés par les scénaristes de la WWE. Ces rencontres sont justifiées par des storylines - une rivalité avec un catcheur, la plupart du temps - ou par des qualifications survenues dans les émissions de la WWE telles que Raw SuperShow, SmackDown et Superstars. Tous les catcheurs possèdent un gimmick, c'est-à-dire qu'ils incarnent un personnage gentil ou méchant, qui évolue au fil des rencontres. Un pay-per-view comme les Survivor Series est donc un événement tournant pour les différentes storylines en cours.

### John Cena et The Rock contre Awesome Truth
Lors de Vengeance, The Awesome Truth (The Miz et R-Truth) sont intervenus pendant le match de John Cena qui l'opposait à Alberto Del Rio, dans un Last Man Standing match pour le Championnat de la WWE. Le lendemain à Raw SuperShow, John Cena gagne par disqualification contre The Awesome Truth. Alors que The Awesome Truth quittent le ring, John Laurinaitis intervient et dit à Cena qu'il aura son match revanche aux Survivor Series avec le partenaire de son choix. John Cena réfléchit quelques secondes et annonce qu'il choisit The Rock, à condition que The Rock accepte. La semaine suivante à Raw SuperShow, The Rock annonce via vidéo qu'il accepte de faire équipe avec John Cena pour affronter The Awesome Truth.

### Alberto Del Rio contre CM Punk
Lors du Raw SuperShow du 24 octobre, CM Punk dit à Alberto Del Rio qu'il n'a encore jamais eu son match revanche en 1 contre 1 pour le Championnat de la WWE. John Laurinaitis arrive et dit à Punk qu'il aura son match s'il dit qu'il le respecte. Punk affirme avec ironie qu'il le respecte. John Laurinaitis lui répond qu'il y réfléchira et qu'il lui donnera sa réponse la semaine suivante. Lors du Raw SuperShow du 31 octobre, CM Punk perd contre Mark Henry par disqualification après que Ricardo Rodriguez soit intervenu pour l'empêcher de devenir aspirant au Championnat de la WWE. Il fait alors part de son mécontentement à John Laurinaitis qui lui dit qu'il deviendra aspirant si Alberto Del Rio l'accepte. Pour cela, il vient à la fin de son match contre Big Show et lui porte son Anaconda Vice jusqu'à ce qu'il accepte. Ils s'affronteront donc à Survivor Series pour le Championnat de la WWE.

### Mark Henry contre Big Show
Lors de Vengeance, le match entre Mark Henry et Big Show pour le Championnat du Monde poids-lourds se solde en un match nul, à la suite d'une SuperPlex d'Henry sur le Big Show depuis la troisième corde, qui cause l'effondrement du ring.
Au cours des semaines suivantes, Big Show demande un autre match à Mark Henry pour le titre, ce que Henry refuse catégoriquement. Lors du SmackDown! du 4 novembre, Mark Henry lutte contre Daniel Bryan, et après un moment de faiblesse de la part de Bryan pendant lequel Big Show frappe Henry, Big Show demande à Bryan d'encaisser sa mallette remportée à Money in the Bank 2011 pour remporter le Championnat du Monde poids-lourds. Henry a finalement le temps de se relever, et porte son World Strongest Slam sur Daniel Bryan. Par la suite, Mark Henry utilise la mallette de Daniel Bryan pour frapper Big Show. Theodore Long, le general manager de SmackDown!, annonce finalement que Mark Henry défendra son titre contre Big Show, aux Survivor Series.

### Beth Phoenix contre Eve Torres
Lors du Raw SuperShow du 31 octobre, Eve Torres gagne une bataille royale en éliminant en dernière Natalya pour remporter un match de championnat contre Beth Phoenix aux Survivor Series. Le match sera un Lumberjill match.

### Dolph Ziggler contre John Morrison
Depuis SummerSlam, Johnny Morrison n'a plus gagné un match. Lors du Raw SuperShow du 7 novembre, sa série de défaites se termine par une victoire sur le Champion des États-Unis Dolph Ziggler (le titre n'était pas en jeu). Lors du SmackDown! du 18 novembre, il est annoncé que Dolph Ziggler défendra son titre contre John Morrison.

### Team Orton contre Team Barrett
Après un match entre Wade Barrett et Randy Orton que Barrett gagne, le site de la WWE annonce qu'au Survivors Series une équipe menée par le capitaine Wade Barrett affrontera une équipe ayant pour capitaine Randy Orton dans un match par équipe par élimination à 5 contre 5.
L'équipe de Wade Barrett est composée de Jack Swagger, Hunico,Cody Rhodes et Christian et celui de Orton sera composé de Sin Cara,
Mason Ryan, Kofi Kingston et Sheamus. Lors d'un house show, Christian se blesse contre Sheamus et il n'ira pas au Survivors Series avec Wade Barrett et le reste de l'équipe, ensuite à Raw, Vickie Guerrero annonce que Dolph Ziggler prendra la place de Christian dans l'équipe de Wade Barrett au Survivor Series.

## Résultats
| #                                                                | Match | Stipulation                                                       | Durée |
| ---------------------------------------------------------------- | --- | ----------------------------------------------------------------- | ----- |
| Dark                                                             | Santino Marella bat Jinder Mahal. | Match simple.                                                     | 5:35  |
| 1                                                                | Dolph Ziggler (c) bat Johnny Morrison. | Match simple pour le championnat des États-Unis de la WWE.        | 10:42 |
| 2                                                                | Beth Phoenix (c) bat Eve Torres. | Lumberjill Match pour le championnat des Divas de la WWE.         | 4:35  |
| 3                                                                | Team Barrett (Wade Barrett, Jack Swagger, Hunico, Dolph Ziggler et Cody Rhodes) bat Team Orton (Randy Orton, Sheamus, Kofi Kingston, Sin Cara et Mason Ryan). | Match par équipe traditionnel des Survivor Series en élimination. | 22:10 |
| 4                                                                | Big Show bat Mark Henry (c) par disqualification. | Match simple pour le championnat du monde poids lourds de la WWE. | 13:04 |
| 5                                                                | CM Punk bat Alberto Del Rio (c). | Match simple pour le championnat de la WWE.                       | 17:16 |
| 6                                                                | John Cena et The Rock battent The Awesome Truth (The Miz et R-Truth).                                                                                         | Match par équipe.                                                 | 21:33 |
| (c) désigne le(s) champion(s) défendant son titre dans le match. | |                                                                   |       |

### Éliminations
| Elimination   | Catcheur                                   | Equipe                                     | Éliminé par                                | Manière                                    | Temps                                      |
| ------------- | ------------------------------------------ | ------------------------------------------ | ------------------------------------------ | ------------------------------------------ | ------------------------------------------ |
| 1             | Dolph Ziggler                              | Team Barrett                               | Randy Orton                                | RKO                                        | 1:32                                       |
| 2             | Sin Cara                                   | Team Orton                                 | Personne                                   | Forfait pour blessure                      | 3:44                                       |
| 3             | Mason Ryan                                 | Team Orton                                 | Cody Rhodes                                | Cross Rhodes                               | 8:52                                       |
| 4             | Kofi Kingston                              | Team Orton                                 | Wade Barrett                               | Wasteland                                  | 14:06                                      |
| 5             | Sheamus                                    | Team Orton                                 | Personne                                   | Disqualification                           | 18:30                                      |
| 6             | Jack Swagger                               | Team Barrett                               | Randy Orton                                | Brogue Kick de Sheamus                     | 19:33                                      |
| 7             | Hunico                                     | Team Barrett                               | Randy Orton                                | Mid-Air RKO                                | 21:38                                      |
| 8             | Randy Orton                                | Team Orton                                 | Wade Barrett                               | Wasteland                                  | 22:10                                      |
| Survivant(s): | Wade Barrett et Cody Rhodes (Team Barrett) | Wade Barrett et Cody Rhodes (Team Barrett) | Wade Barrett et Cody Rhodes (Team Barrett) | Wade Barrett et Cody Rhodes (Team Barrett) | Wade Barrett et Cody Rhodes (Team Barrett) |

## Conséquences
Durant le Survivor Series match, Sin Cara se blesse et souffre une rupture du tendon rotulien, qui l'éloigne du ring pendant 6 mois.
À la fin du match entre The Rock et John Cena vs Awesome Truth, John Cena se prend un "Rock Bottom" de la part du Rock.
À la suite de ce PPV, le lendemain à RAW, Awesome Truth se sépare après l'attaque de The Miz sur R-Truth.